# Bölschestraße
Die Bölschestraße im Berliner Ortsteil Friedrichshagen (Bezirk Treptow-Köpenick) ist eine rund 1,3 Kilometer lange Straße vom Fürstenwalder Damm zum Müggelseedamm. Den Namen erhielt sie am 31. Juli 1947. Von 1753 bis 1871 hieß sie Dorfstraße und von 1871 bis 1947 Friedrichstraße. Sie wurde nach dem Schriftsteller Wilhelm Bölsche benannt, dem wichtigsten Vertreter des Friedrichshagener Dichterkreises.

## Geschichte
Die Bölschestraße ist die Haupt- und Einkaufsstraße Friedrichshagens und durch architektonische Vielfalt in verschiedenen Bauhöhen geprägt. Einige ansehnliche Gründerzeit- und Jugendstil-Bauten, wie das ehemalige Rathaus Friedrichshagen, das bis 2011 als Polizeiabschnitt diente, belegen den wirtschaftlichen Aufschwung Friedrichshagens im 19. Jahrhundert.
Die Straße wurde 1753 auf Geheiß des preußischen Königs Friedrich II. für eine Kolonie für Baumwollspinnerei in Heimarbeit angelegt, in den Wintermonaten betrieben die Bewohner ihren Lebensunterhalt durch Besenbinderei. Um durch den Verkauf von süßen Maulbeeren einen Zusatzverdienst zu erlangen, pflanzten die Friedrichshagener mehrere hundert Maulbeerbäume an, so verdankt die Straße ihre Breite den damals vierreihig gepflanzten Bäumen. Eine lange vermutete Seidenraupenzucht existierte nicht. Vier dieser Maulbeerbäume stehen noch, von denen drei als Naturdenkmale gekennzeichnet sind (Stand: 2014).
Zuerst bauten sich die Einwohner entlang dieser Straße 50 Doppelwohnhäuser, dazu eine Schule, einen Dorfkrug, ein Back- und Schlachthaus. Die eingeschossigen Fachwerkbauten gruppierten sich um einen Marktplatz, an dem ein Bethaus entstand (aus dem später die Christophorus-Kirche hervorging). In der ersten Hälfte des 19. Jahrhunderts begann ein intensiver Umbau der ersten Wohnhäuser, ihre Straßenfassaden wurden mit allerlei Zierrat im Stil des Klassizismus versehen, was dem damaligen Zeitgeist entsprach. Die in ihrer ersten Grundform noch erhaltenen Häuser sind die Nummern 8/9, 10, 45, 104 und 126a. Die meisten Wohnhäuser wurden jedoch durch Steinbauten ersetzt, die mindestens zweigeschossig waren, und wurden ebenfalls reichhaltig dekoriert, meist jugendstilartig. Im Erdgeschossbereich erfolgten später häufigere Umbauten, vor allem im Zusammenhang mit den hier eingerichteten Verkaufseinrichtungen. Neben dem Rathaus als typischem Vertreter dieser Erneuerungsbauten gehören vor allem die Häuser Bölschestraße 66, 74, 76 und 85 zu den überformten Gebäuden.
Der Name Friedrichstraße musste nach dem Ende des Zweiten Weltkriegs ersetzt werden, weil er an einen früheren Herrscher erinnerte. Die neuen Ratsherren gaben dem Verkehrsweg den Namen Wilhelm-Bölsche-Straße. Im Jahr 1947 wurde die auf den Nachnamen verkürzte Bezeichnung offiziell. Die Straße ist in ihrem historischen Verlauf und der Bebauung weitestgehend erhalten und damit seit den 1990er Jahren Teil des Flächendenkmals Friedrichshagen.
Während der COVID-19-Pandemie wurde mit Zunahme der Infektionszahlen im Herbst 2020 am 24. Oktober für die Bölschestraße und einige weitere Berliner Einkaufsstraßen eine Maskenpflicht für Fußgänger eingeführt.

## Bau- und Kunstwerke (Auswahl)
Die Berliner Denkmalbehörde weist in dieser Straße allein mehr als 100 Wohnhäuser, dazu die Christophoruskirche, ein Kriegerdenkmal, ein Postamtsgebäude und das Rathaus Friedrichshagen als Baudenkmale aus.
Das am Marktplatz stehende Pissoir sollte in den 1990er Jahren abgerissen werden, was eine Bürgerinitiative verhinderte. Nach Sanierung durch die Wall AG betreibt nun die Werbegemeinschaft Friedrichshagen hier eine Theaterkasse; seine ursprüngliche Funktion blieb dabei erhalten.
In einer kleinen Grünfläche am Marktplatz steht ein schmucker Springbrunnen, gestaltet nach Vorlagen von Hans-Detlev Hennig und 1971 in Betrieb genommen.

## Verkehr
Seit 1891 befährt die Friedrichshagener Straßenbahn, heute ein Bestandteil der Berliner Straßenbahn, die Straße auf ihrer gesamten Länge. Der nördliche Abschnitt wird mittels der S-Bahn vom Bahnhof Friedrichshagen erschlossen.

## Straßenfeste
Beliebt ist das seit 1990 alljährlich im Mai stattfindende Bölschefest, das Friedrichshagener Straßenfest, das hauptsächlich in der Bölschestraße mit einem zentralen Markt gefeiert wird. Das Fest bekam eine gewisse überregionale Bekanntheit, nachdem es in der Kino-Komödie Hai-Alarm am Müggelsee erwähnt wurde.